# Легіон імені Симона Петлюри
Легіон імені Симона Петлюри — громадсько-комбатанська української еміграції, що перебувала під впливом УРДП й об'єднувала головно колишніх військовослужбовців радянської армії. Включала також окремих учасників визвольних змагань 1917—1920-х років та поодиноких вояків УПА. Заснована 1952 року в Новому Ульмі (Західна Німеччина). Відділи постали в США — найактивніший у Міннеаполісі під керівництвом Олександра Мельниченка. У 1986 р. він очолив Головну військову управу Л. С. П. з осідком у США й став редактором неперіодичного журналу організації «Штурм» (1952—1966 — виходив у Новому Ульмі, з 1986 — у США). Одночасно головою військово-політичної Ради Л. С. П. був обраний Федір Федоренко з Детройту.